# Cryptamorpha kaszabi
Cryptamorpha kaszabi es una especie de coleóptero de la familia Silvanidae.

## Distribución geográfica
Habita en Bután.